# Mateus Galiano da Costa
Mateus Galiano da Costa (Luanda, 19 de Junho de 1984) é um futebolista angolano. Atualmente joga pela União de Leiria, na terceira divisão portuguesa.

## Carreira
Em 2006 começou a jogar no Gil Vicente Futebol Clube e participou no Campeonato do Mundo de 2006. A sua contratação pelo Gil Vicente Futebol Clube ao Futebol Clube da Lixa deu origem ao caso Mateus.
Em Agosto de 2007 foi contratado pelo Boavista Futebol Clube, clube onde permaneceu até ao final da época, transferindo-se em Julho de 2008 para o Clube Desportivo Nacional.
Após passagem pelo Clube Desportivo Nacional, transferiu-se para o 1º D'agosto, clube do seu país, actuando assim no campeonato nacional de Angola por uma época.
Após o primeiro de agosto, regressou a Portugal para integrar o plantel do Arouca indicado pelo também angolano Lito Vidigal actual treinador da mesma equipa, que faz uma temporada de sonhos ocupando o 5º lugar na tabela classificativa, um lugar histórico porque dá acesso às competições europeias, com um grande contributo de Mateus Galiano a par de Walter Gonzalez e Jubal.
Na época 2021/2022 aos 38 anos  Matheus Galiano  jogou a liga 3 com o Torreense sendo campeão da mesma,o artilheiro da liga com 14 golos sendo um desses muito  importante na conquista da liga 3 que foi um golo de falta que deu o  empate na final contra a Oliveirense, tendo sido considerado o melhor jogador da Final e do campeonato.

## Selecão
Mateus representou o elenco da Seleção Angolana de Futebol no Campeonato Africano das Nações de 2013.

## Títulos
Torreense
Liga 3: 2021-2022
Melhor marcador da Liga 3 2021-2022
União de Leiria
 

Liga 3: 2022-2023